# Match Music
Match Music è stato un canale televisivo italiano.

## Storia
Match Music nacque all'interno della televisione locale veronese Telenuovo come servizi promozionali per discoteche. I suoi programmi venivano diffusi dal 1985 in syndication su altre TV locali, e dal 1992 si avvaleva, con un palinsesto settimanale trasmesso in butter su oltre 100 emittenti televisive private, del supporto professionale di DJ, giornalisti e VJ noti al "mondo della notte" ma al debutto come conduttori televisivi: tra di loro Isa B, George G., Francesca Cheyenne, Fanny Fidenzio, Sara Abate, Paolo Martini, Philippe Renault Jr., Master Freez, Francesco Zappalà. 
Il format nazionale definitivo dedicato totalmente al mondo delle discoteche e della musica da ballo nacque nel 1993 con programmi come "Match Music Machine", "Underground Nation", "Indisco", "Only For Dj's", "Rappresenta", "Territorio Match Music" o "Match Movie". Nel giugno 1996 la Rai chiese a Match Music la produzione quotidiana del programma "Irregular Station" e il 25 ottobre 1997 iniziò a trasmettere via satellite all'interno del pacchetto D+, l'offerta satellitare di TELE+, che nel 2003 confluì in Sky Italia. Inoltre in quegli anni aveva aperto una catena di negozi a tema.
Nel novembre 2008 il cantante Morgan ottiene la carica di direttore artistico della rete per sviluppare un progetto di TV di informazione musicale.
Dal 2009 il canale trasmetteva alcuni videoclip in 16:9 anamorfico.
Il 31 dicembre 2013 il canale ha cessato le trasmissioni sulla piattaforma Sky Italia.
Dal 20 dicembre 2017 sono riprese le trasmissioni via satellite in modalità free to air, ma la programmazione è composta solo di video musicali.
Dal 26 gennaio 2018 diventa disponibile anche in Lombardia al canale 197 veicolato dalle frequenze terrestri del mux Rete 55.
Il 15 ottobre 2018 cessa le trasmissioni.

## Volti della rete
- Ylenia Totino
- Georgia Mos
- Namas
- Federico Assolari
- Alessandra Scarci
- Alberto Cannatà